# إدمار (لاعب كرة قدم مواليد 1960)
إدمار (بالبرتغالية: Edmar Bernardes dos Santos‏) هو لاعب كرة قدم برازيلي في مركز الهجوم، ولد في 20 يناير 1960 في آراكسا في البرازيل. شارك مع منتخب البرازيل لكرة القدم. أما مع النوادي، فقد لعب مع أتلتيكو مينيرو وغريميو بورتو أليغرينزي وفيغالتا سنداي ونادي بالميراس ونادي بيسكارا ونادي ريو برانكو ونادي سانتوس ونادي غواراني ونادي فلامنغو ونادي كروزيرو ونادي كورينثيانز.

## وصلات خارجية
- إدمار (لاعب كرة قدم مواليد 1960) على موقع قاعدة بيانات كرة القدم.إي يو (الإنجليزية)
- إدمار (لاعب كرة قدم مواليد 1960) على موقع ناشيونال فوتبول تيمز (الإنجليزية)
- إدمار (لاعب كرة قدم مواليد 1960) على موقع اللجنة الأولمبية الدولية (الإنجليزية)
- إدمار (لاعب كرة قدم مواليد 1960) على موقع أوليمبيديا (الإنجليزية)
- إدمار (لاعب كرة قدم مواليد 1960) على موقع اللجنة الأولمبية البرازيلية (البرتغالية)